# هيلاري ماكفي
هيلاري ماكفي (بالإنجليزية: Hilary McPhee)‏ هي ناشرة أسترالية، ولدت في 15 أغسطس 1941 في ملبورن في أستراليا.